# Steinbühl (Bad Berneck im Fichtelgebirge)
Steinbühl ist ein Gemeindeteil der Stadt Bad Berneck im Fichtelgebirge im Landkreis Bayreuth (Oberfranken, Bayern). Steinbühl liegt in der Gemarkung Escherlich.

## Geografie
Die Einöde liegt am Südhang des Frankenberges (626 m ü. NHN). Eine Gemeindeverbindungsstraße führt nach Escherlich (0,4 km nordwestlich).

## Geschichte
Steinbühl gehörte zur Realgemeinde Escherlich. Gegen Ende des 18. Jahrhunderts bestand Steinbühl aus einem Anwesen. Die Hochgerichtsbarkeit stand dem bayreuthischen Stadtvogteiamt Goldkronach zu. Die Hofkanzlei Bayreuth war Grundherr des Gutes.
Von 1797 bis 1810 unterstand Steinbühl dem Justiz- und Kammeramt Gefrees. Infolge des Ersten Gemeindeedikts wurde Steinbühl dem 1812 gebildeten Steuerdistrikt Goldkronach und der zugleich gebildeten Ruralgemeinde Escherlich zugewiesen. Im Zuge der Gebietsreform in Bayern wurde Steinbühl am 1. Mai 1978 in Bad Berneck im Fichtelgebirge eingegliedert.

### Einwohnerentwicklung
| Jahr      | 001818 | 001819 | 001861 | 001871 | 001885 | 001900 | 001925 | 001950 | 001961 | 001970 | 001987 |
| Einwohner | 11     | *      | 8      | 8      | 6      | 6      | 5      | 4      | 7      | 7      | 4      |
| Häuser    | 1      |        |        |        | 1      | 2      | 1      | 1      | 1      |        | 1      |
| Quelle    | [ 6 ]  | [ 9 ]  | [ 10 ] | [ 11 ] | [ 12 ] | [ 13 ] | [ 14 ] | [ 15 ] | [ 16 ] | [ 17 ] | [ 1 ]  |

## Religion
Steinbühl ist evangelisch-lutherisch geprägt und nach St. Erhard (Goldkronach) gepfarrt.